# Vidas Secas (película)
Vidas Secas (pronunciación en portugués: /ˈvi.dɐs ˈse.kɐs/, en la grafía de la época, Vidas Sêcas) es una película dramática brasileña de 1963 dirigida por Nelson Pereira dos Santos para el estudio Herbert Richers. El guion está basado en la novela homónima de Graciliano Ramos. Según los primeros letreros en la película, el rodaje se realizó en Minador do Negrão y Palmeira dos Índios, en el interior de Alagoas. La película es considerada parte de la primera fase del movimiento cinematográfico Cinema Novo.[cita requerida]
Fue estrenada el 22 de agosto de 1963, en el cine Metro, en Río de Janeiro, permaneciendo dos semanas en cartelera. Llegó a las salas de cine de São Paulo en marzo de 1964, el mismo mes del golpe de Estado de 1964. Ese mismo año, fue exhibida en el Festival de Cine de Cannes, en Francia, gracias a una invitación especial del festival, ya que la Cancillería prefirió enviar la cinta de Dios y el diablo en la tierra del sol, de Glauber Rocha, al evento.
Es la única película brasileña nominada por el British Film Institute como una de las 360 obras fundamentales de una filmoteca. Fue catalogada por Jeanne O Santos, de Cinema em Cena, como una de los «clásicos nacionales». También fue incluida en el libro 1001 películas que hay que ver antes de morir de Steven Jay Schneider. En el libro Cien años sin soledad. Las mejores películas latinoamericanas de todos los tiempos, escrita por Carlos Galiano y Rufo Caballero, Vidas Secas fue ubicada entre las ocho mejores películas latinoamericanas de todos los tiempos. En 1999, una encuesta del periódico Folha de S. Paulo realizada con 24 críticos y estudiosos del cine brasileño, señaló a Vidas Secas como la segunda mejor película brasileña de todos los tiempos. En 2015, la película ocupó el tercer lugar en la lista realizada por la Asociación Brasileña de Críticos de Cine (Abraccine) de las 100 mejores películas brasileñas de todos los tiempos.

## Sinopsis
En 1941, presionada por la sequía, una familia de inmigrantes compuesta por Fabiano, Sinhá Vitória, el mayor, el menor y la perra Baleia, cruza el sertón en busca de medios para sobrevivir. Siguiendo un río seco, llegan a una choza abandonada en la tierra del granjero Miguel, cuando luego llueve. Con la recuperación de los pastos, el dueño regresa con el ganado, y al principio los repele, pero Fabiano dice que es vaquero y que la familia puede ayudar con varios servicios, por lo que son aceptados. La familia espera prosperar, Sinhá Vitória sueña con una cama con colchón de cuero y Fabiano sueña con tener su propio ganado. Pero al final del primer año de arduo trabajo y dificultades, se darán cuenta de que, a pesar de todo, la miseria de la familia persiste y una nueva sequía está a punto de devastar de nuevo el sertón.

## Reparto
- Átila Iório como Fabiano, el padre;
- Maria Ribeiro como Sinhá Vitória, la madre;
- Orlando Macedo como el soldado;
- Jofre Soares como Miguel, el granjero;
- Gilvan Lima como el hijo mayor;
- Genivaldo Lima como el hijo menor.

## Producción
La idea inicial de Nelson Pereira dos Santos era escribir un guion original sobre la sequía en el interior del noreste, sin embargo, a pesar de varios intentos, el cineasta no pudo desarrollar un guion que lo satisficiera. Durante su investigación consultó el libro Vidas Secas, de Graciliano Ramos, y concluyó que, en lugar de crear un guion, sería mejor adaptar la obra de Graciliano. En 1959, Nelson y el equipo fueron a Juazeiro, Bahía, para filmar el largometraje, pero no encontraron las condiciones morfoclimáticas adecuadas debido a las fuertes lluvias que azotaron la región. Las grabaciones fueron canceladas, sin embargo, para aprovechar el equipo, Nelson decidió improvisar la creación de otra película, Mandacaru Vermelho. En el segundo intento de filmar Vidas Secas, en 1962, Nelson se decantó por Palmeira dos Índios (ciudad de la que Graciliano Ramos era alcalde), en Alagoas, logrando finalmente rodar la película. El equipo estaba formado por unas pocas personas, incluido el productor Herbert Richers y los fotógrafos Luiz Carlos Barreto y José Rosa. Fue grabada en blanco y negro y costó 18 millones de cruzeiros.